# 防備衛所

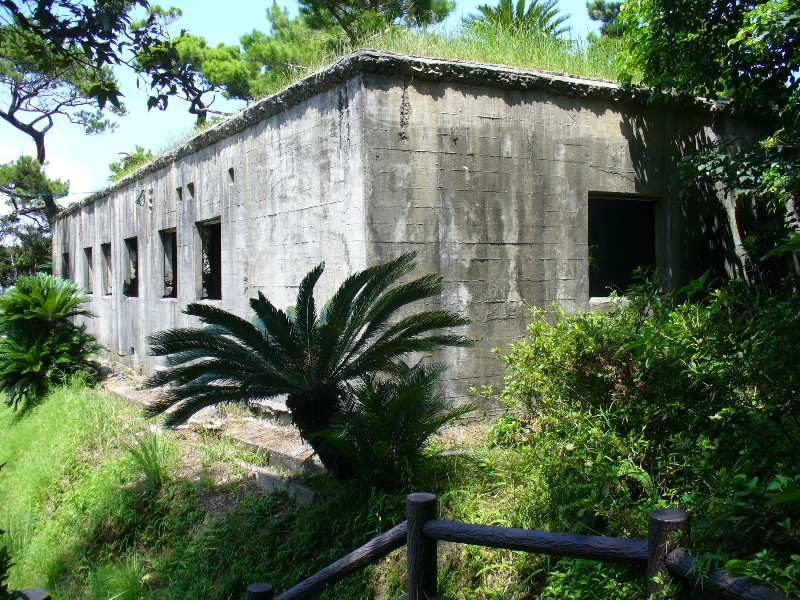
加計呂麻島の金子手崎防備衛所の遺構。同防備衛所は奄美大島との間の大島海峡を担当するために置かれた。現在は安脚場戦跡公園の一部。

防備衛所（ぼうびえいしょ）とは、大日本帝国海軍が、重要港湾・海峡などへの敵潜水艦侵入を阻止するために設置した陸上拠点のことである。施設だけを指す場合には俗称として水中聴音所、水中聴測所とも呼ばれる。海底に水中聴音機（パッシブ・ソナー）などのセンサーを配置して敵潜水艦を探知し、味方の対潜部隊に通報したり、事前に敷設された管制機雷をタイミングを合わせて起爆して攻撃したりする。

## 沿革
太平洋戦争（大東亜戦争）前から、日本本土の防衛のために、各地の鎮守府・警備府の防備隊隷下へと防備衛所が設置された。日米開戦が迫った1940年（昭和15年）頃には、急ピッチで増設が進められた。
太平洋戦争が始まり、日本本土以外の各地に艦隊の泊地が作られると、その防御のためにも防備衛所が必要となった。そこで、1943年（昭和18年）1月以降、原則3個の防備衛所を有する防備衛所隊12隊が編成され、西はビルマから、東はラバウル方面まで、各地に派遣された。その後、防備衛所隊は翌1944年（昭和19年）9月までにすべて解隊され、所在地の海軍根拠地隊や警備隊に統合された。

## 編制と装備
防備衛所の標準編制は、甲乙丙の3種があった。甲編制は水中聴音機2基のほか、機雷と機雷管制機1基を持つもので、定員は26人。乙編制は水中聴音機2基のみで、機雷を持たず、定員24人。丙編制は水中磁気探知機4組を有し、定員17人とされた。これらの標準編制に、増加機材と対応する人員を追加して調整された。
配備された機材としては、敵艦船のスクリュー音などを探知するパッシブ・ソナーの九七式水中聴音機が主力だった。太平洋戦争中には、磁気探知機である二式磁気探知機も開発され、新たに配備された。これらのセンサー類や管制機雷の敷設作業には、専用艦の初島型電纜敷設艇が建造されたほか、機帆船など各種雑役船を改造して使用した。

## 実戦
実戦では、津軽海峡東口にてアメリカ潜水艦「アルバコア」の沈没に際して、爆発音などを桑畑防備衛所が捕捉している。

## 日本陸軍の陸上ソナー
日本陸軍でも、太平洋戦争中に潜水艦対策の必要が認識され、沿岸要塞の一部としてパッシブ・ソナー（水中聴測と呼称）の配備が試みられた。陸軍の水中聴測要員は1942年（昭和17年）後半に養成が着手され、少年重砲兵（第1期15人）などとして集めた人員を、陸軍重砲兵学校や海軍機雷学校で教育した。1943年（昭和18年）10月に、関釜連絡船「崑崙丸」がアメリカ潜水艦「ワフー」によって要塞目前で撃沈されたことで陸軍は衝撃を受け、同年末からは特に水中聴測へと力を注ぎ、少年重砲兵第2期・第3期各200人の大量採用や重砲兵学校への専門幹部課程創設が行われた。
しかし、実戦配備は遅れ、終戦までに東京湾要塞管下の観音崎に試験機1基、壱岐要塞に実戦機1基が配備されたほか、対馬要塞に機材無しの人員だけがいた程度に終わった。そのため、近在の海軍の防備衛所などから、好意によって情報提供を受けて活動するほかなかった。

## 現存する史跡
- 友ヶ島（由良要塞）
- 崎戸町（佐世保鎮守府）